# Новосюлкі (Мазовецьке воєводство)
Новосюлкі (пол. Nowosiółki) — село в Польщі, у гміні Нове Място Плонського повіту Мазовецького воєводства.
Населення — 47 осіб (2011).
У 1975-1998 роках село належало до Цехановського воєводства.

## Демографія
Демографічна структура станом на 31 березня 2011 року:
|          | Загалом | Допрацездатний вік | Працездатний вік | Постпрацездатний вік |
| -------- | ------- | ------------------ | ---------------- | -------------------- |
| Чоловіки | 19      | 7                  | 9                | 3                    |
| Жінки    | 28      | 6                  | 17               | 5                    |
| Разом    | 47      | 13                 | 26               | 8                    |